# 圭多·梅西纳

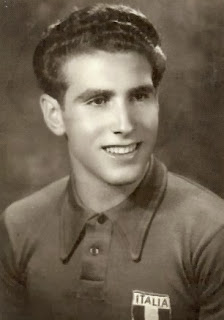
圭多·梅西纳

圭多·梅西纳（義大利語：Guido Messina，1931年1月4日—2020年1月10日），意大利男子自行车运动员。他曾代表意大利参加1952年夏季奥林匹克运动会自行车比赛，获得男子团体追逐赛金牌。